# Benoit Mozin
Benoit François Mozin dit le jeune, né le 21 mars 1769 à Paris et mort le 1er décembre 1857 à Sèvres, est un musicien et compositeur français.

## Biographie
Benoît François Mozin, d'abord élève de François-Joseph Gossec puis professeur au Conservatoire de Paris (jusqu'en 1802), où il eut comme élève Victor Dourlen, épouse en troisièmes noces la fille de Guichard Louis Joseph, professeur de chant.
Ils ont deux enfants : l'aîné, le peintre de marine Charles Mozin, découvreur de Trouville-sur-mer, et son frère le compositeur Théodore Mozin, second Grand Prix de Rome en composition musicale en 1841 (élève de Henri-Montan Berton et de Jacques-Fromental Halévy).
Benoît Mozin est membre de la Société académique des Enfants d'Apollon et membre de la Société du Caveau.
Il laisse environ 60 partitions pour le piano dont Souvenir de Trouville (op.19), titre repris par son fils Théodore (Quadrille op.22).
Décédé en 1857, il est inhumé au cimetière du Père-Lachaise (8e division).

## Œuvres (BnF)
- À l'auguste famille des Bourbon, romance sur des paroles de madame Mozin
- Les quatre saisons, musique italienne, composition de Villoteau (Guillaume André Villoteau) avec accompagnement au piano forte de Benoit Mozin
- 6e pot-pourri d'airs connus pour le piano forte (1792)
- Concerto de Maestrino, arrangé pour le clavecin ou le forte piano
- Six romances avec accompagnement pour le forte piano (1796)
- Scène du 1er acte d'Alceste de Gluck arrangée pour le forte piano (1800)
- Air del signor Biani, accompagnement par Mozin le jeune
- Les glouglous, chanson bachique sur des paroles de Beranger (Pierre-Jean de Béranger)
- Pour toi, romance, paroles de M. de Segur jeune
- Les souvenirs, recueil de contredanses pour le forte piano
- Un précepte d'Hippocrate, chanson bachique (1822)
- Les adieux d'un cosaque, fantaisie pour le piano forte dédiée à S.A. Monseigneur Alexandre prince de Kourakin (Alexandre Kourakine)
- Le retour du carnaval, contredanses et walzes
- Souvenir de Trouville, galop en rondo pour piano op.19
- Sonate op.12
- 3e recueil de romances avec accompagnement pour le piano forte (1799)
- 3 sonates pour le forte piano (1798)